# Young Americans (album)
Young Americans – album Davida Bowiego nagrany w Ameryce po zakończeniu trasy koncertowej promującej jego poprzedni album Diamond Dogs.
Ku zaskoczeniu fanów Bowie odrzucił dotychczasową stylistykę glam rocka i pod wpływem filadelfijskiego soulu stworzył nowy styl muzyczny nazwany przez niego "plastikowym soulem", blisko spokrewniony ze stylem znanym jako biały soul.
Z Young Americans pochodzi pierwszy przebój Bowiego, który dotarł na pierwsze miejsce na liście przebojów w Ameryce – "Fame", napisany wspólnie z Johnem Lennonem (który w tym utworze gra także na gitarze i śpiewa w chórkach).  Na płycie można usłyszeć również Luthera Vandrossa. Płyta ta zapoczątkowała współpracę Bowiego z jednym z jego ulubionych gitarzystów Carlosem Alomarem, który w przyszłości będzie brał udział w nagraniu większości płyt Bowiego.
W Ameryce płyta dotarła na 9. miejsce na liście przebojów, a w Wielkiej Brytanii na 2. pozycję.

## Lista utworów
Wszystkie piosenki napisane przez Bowiego z wyjątkiem "Across the Universe" Lennon/McCartney, "Fame" Bowie/Lennon/Alomar, i "Fascination" Bowie/Vandross.
| 1. | "Young Americans"            | 5:10  |
|    |                              |       |
| 2. | "Win"                        | 4:44  |
|    |                              |       |
| 3. | "Fascination"                | 5:43  |
|    |                              |       |
| 4. | "Right"                      | 4:13  |
|    |                              |       |
| 5. | "Somebody Up There Likes Me" | 6:30  |
|    |                              |       |
| 6. | "Across the Universe"        | 4:30  |
|    |                              |       |
| 7. | "Can You Hear Me?"           | 5:04  |
|    |                              |       |
| 8. | "Fame"                       | 4:12  |
|    |                              |       |
|    |                              | 40:06 |
|    |                              |       |

## Muzycy
- David Bowie: śpiew, gitara, fortepian
- Carlos Alomar: gitara
- Mike Garson: fortepian
- David Sanborn: saksofon
- Willie Weeks: gitara basowa
- Andy Newmark: instrumenty perkusyjne
- Larry Washington: kongi
- Pablo Rosario: instrumenty perkusyjne
- Ava Cherry, Robin Clark, Luther Vandross: chórki

Muzycy na "Across The Universe" i "Fame":
- David Bowie: śpiew, gitara
- John Lennon: śpiew, gitara
- Earl Slick: gitara
- Carlos Alomar: gitara
- Emir Kassan: gitara basowa
- Dennis Davis: instrumenty perkusyjne
- Ralph McDonald: instrumenty perkusyjne
- Pablo Rosario: instrumenty perkusyjne
- Jean Fineberg, Jean Millington: śpiew

## Informacje uzupełniające
- Nagrania zrealizowano w Sigma Sound w Filadelfii, oprócz "Across the Universe" i "Fame" nagranych w studiu Electric Ladyland w Nowym Jorku
- Producent – Tony Visconti ("Young Americans")
- Producenci – Tony Visconti, Harry Maslin ("Win", "Fascination", Right" i "Somebody Up There Likes Me")
- Producenci – David Bowie, Harry Maslin ("Can You Hear Me", "Across the Universe", "Fame")
- Zdjęcie (okładka) – Eric Stephen Jacobs
- Zdjęcia (książeczka)– Neal Preston, Eric Stephen Jacobs, Steve Schapiro